# Надзеюв (Свентокшиське воєводство)
Надзеюв (пол. Nadziejów) — село в Польщі, у гміні Стомпоркув Конецького повіту Свентокшиського воєводства.
Населення — 342 особи (2011).
У 1975—1998 роках село належало до Келецького воєводства.

## Демографія
Демографічна структура на день 31 березня 2011 року:
|          | Загалом | Допрацездатний вік | Працездатний вік | Постпрацездатний вік |
| -------- | ------- | ------------------ | ---------------- | -------------------- |
| Чоловіки | 159     | 33                 | 109              | 17                   |
| Жінки    | 183     | 35                 | 93               | 55                   |
| Разом    | 342     | 68                 | 202              | 72                   |